# Miakinino
Miakinino (ros. Мякинино) – stacja moskiewskiego metra linii Arbacko-Pokrowskiej. Nazwana od pobliskiej wsi Miakinino w pobliżu rejonu Kuncewo. Wyjścia prowadzą do kompleksu Expo-1 i Expo-2, siedziby administracji obwodu moskiewskiego, domów handlowych Twój Dom (Твой дом) i Krokus Citi Moll (Крокус Сити Молл).

## Historia i konstrukcja
Miakinino jest 178. stacją moskiewskiego metra i pierwszą położoną poza Moskwą (w Krasnogorsku, koło nowej siedziby administracji obwodu moskiewskiego, w pobliżu obwodnicy MKAD). Początkowo nie planowano budowy tutaj stacji, jednak gwałtowny rozwój okolicy, jak i budowa domów handlowych, wystawy Expo i budynków administracji wypłynęły na zmianę decyzji. Po raz pierwszy stację budowano także z prywatnych środków finansowych (Crocus International). Stacja jest jednokomorowa, jednopoziomowa, posiada dwa perony (początkowo planowany był jeden). Połączono ją z wielopoziomowych parkingiem samochodowym.